# A Thousand Acres
A Thousand Acres er en amerikansk familiedramafilm fra 1997 instrueret af Jocelyn Moorhouse med Jessica Lange, Michelle Pfeiffer og Jennifer Jason Leigh i rollerne som tre søstre i nyfortolkning af William Shakespeares Kong Lear.

## Handling
Larry Cook (Jason Robards) har bygget en anselig farm på 1000 acres op i det flade og frugtbare Iowa, men han er ved at være gammel, og for at føre farmen videre tilbyder han at overdrage ligeligt til sine tre døtre, den forsonlige Ginny (Jessica Lange), den uforsonlige Rose (Michelle Pfeiffer) og mere neutrale Caroline (Jennifer Jason Leigh). De to første bor med deres familier umiddelbart ved faderens farm og accepterer tilbuddet, mens Caroline, der er flyttet fra egnen og blevet advokat, umiddelbart udtrykker usikkerhed. Dette tager faderen hende ilde op og giver derpå farmen til de to ældste døtre, mens han selv bliver boende i hovedbygningen. 
Der vendes snart op og ned på relationerne, blandt andet fordi faderen fortryder sin generøsitet. Også naboens hjemvendte søn Jess (Colin Firth) skaber gnidninger hos Ginny og Rose, og da Rose over for sin storesøster afslører minder fra deres barndom, som Ginny havde fortrængt, giver det yderligere omvæltninger. Faderen finder sammen med Caroline igen, og hans fortrydelse resulterer i et sagsanlæg mod de to ældste døtre, som han dog ender med at tabe, da han i retten taler i vildelse og tydeligvis har mistet sin virkelighedssans. 
Undervejs tager Ginny sit liv op til revision og forlader manden Ty (David Carradine), mens Roses forhold til Jess koster hendes mand Peter (Kevin Anderson) livet, fordi han drukner sit nederlag med alkohol og kører galt i fuldskab. Ginny og Rose har ikke kontakt i en længere periode, men da Rose ligger for døden på grund af cancer, vender Ginny tilbage og lover at tage sig af Roses to døtre. Hun ønsker dog ikke også at overtage farmen, der efterhånden er symbol på alle hendes problemer i fortiden.

## Medvirkende
- Jessica Lange – Ginny Cook Smith
- Michelle Pfeiffer – Rose Cook Lewis
- Jennifer Jason Leigh – Caroline Cook
- Jason Robards – Larry Cook
- David Carradine – Ty Smith
- Kevin Anderson – Peter Lewis
- Colin Firth – Jess Clark
- Pat Hingle – Harold Clark (Jess' far)

## Baggrund og produktion
Filmens manuskript bygger på romanen af samme navn af Jane Smiley, der igen har Kong Lear af William Shakespeare som udgangspunkt. I denne er Lear den aldrende patriark, der har tre døtre, og i filmen har de tre døtre navne, der har samme forbogstaver som Lears døtre: Ginny – Goneril, Rose – Regan samt Caroline – Cordelia.
Skønt ikke krediteret er den ene af hovedrolleindehaverne, Michelle Pfeiffer, medproducer på filmen.

## Eksterne Henvisninger
- A Thousand Acres på Internet Movie Database (engelsk)
- A Thousand Acres på Filmdatabasen
- A Thousand Acres på Scope
- A Thousand Acres i Svensk Filmdatabas (svensk)
- A Thousand Acres på AlloCiné (fransk)
- A Thousand Acres på AllMovie (engelsk)
- A Thousand Acres hos American Film Institute (engelsk)
- A Thousand Acres på Turner Classic Movies (engelsk)
- A Thousand Acres på The Movie Database (engelsk)
- A Thousand Acres på Rotten Tomatoes (engelsk)